# Pterogonidium
Pterogonidium là một chi rêu trong họ Sematophyllaceae.